# ناثان إي. كيندال
ناثان إي. كيندال (بالإنجليزية: Nathan E. Kendall) هو محامي وسياسي أمريكي، ولد في 17 مارس 1868 في غرينفيل في الولايات المتحدة، وتوفي في 5 نوفمبر 1936 في دي موين في الولايات المتحدة. حزبياً، نشط في الحزب الجمهوري. وقد انتخب حاكم أيوا ‏ (13 يناير 1921 – 15 يناير 1925) وانتخب عضو مجلس نواب ولاية ايوا وانتخب عضو مجلس النواب الأمريكي.